# 뤼번 하우커스
뤼번 하우커스(네덜란드어: Ruben Houkes, 1979년 6월 8일~)는 네덜란드의 유도 선수이다. 2008년 하계 올림픽 남자 엑스트라라이트급에서 동메달을 획득했으며, 2007년 세계 선수권 대회에서 엑스트라라이트급 우승을 차지했다.